# چلچله‌بیابانی (سرده)
چلچله‌بیابانی‌ها (گلاریول‌ها) (نام علمی: Glareola) نام سرده‌ای از تیرهٔ چلچله‌بیابانیان است که شامل هفت گونه جانوری می‌شود. چهار گونه از این سرده در ایران یافت می‌شوند.
اعضای این سرده عبارتند از:
- سردۀ چلچله‌بیابانی‌ها Glareola
  - گلاریول بال‌سرخ، Glareola pratincola
  - گلاریول خاوری، Glareola maldivarum
  - گلاریول بال‌سیاه، Glareola nordmanni
  - گلاریول ماداگاسکار، Glareola ocularis
  - گلاریول صخره‌ای، Glareola nuchalis
  - گلاریول خاکستری، Glareola cinerea
  - گلاریول کوچک، Glareola lactea